# Oliwer Magnusson
Oliwer Magnusson (* 3. Juni 2000) ist ein schwedischer Freestyle-Skier. Er startet in den Disziplinen Slopestyle und Big Air.

## Werdegang
Magnusson hatte im Dezember 2016 in Mönchengladbach sein Debüt im Weltcup, das er auf dem achten Platz im Big Air beendete. Bei den Freestyle-Skiing-Weltmeisterschaften 2017 in der Sierra Nevada errang er den 18. Platz im Slopestyle. Im März 2017 wurde er schwedischer Meister im Slopestyle und holte im folgenden Monat bei den Juniorenweltmeisterschaften in Chiesa in Valmalenco die Silbermedaille im Slopestyle. Bei den Olympischen Winterspielen 2018 in Pyeongchang fuhr er auf den 18. Platz im Slopestyle. Zu Beginn der Saison 2018/19 gewann er bei den Juniorenweltmeisterschaften in Cardrona die Goldmedaille im Slopestyle und belegte zudem den sechsten Platz im Big Air. Im weiteren Saisonverlauf erreichte er mit dem zweiten Platz im Slopestyle auf der Seiser Alm seine erste Podestplatzierung im Weltcup.